# Harrisburg (Missouri)
Harrisburg é uma cidade  localizada no estado americano de Missouri, no Condado de Boone.

## Demografia
Segundo o censo americano de 2000, a sua população era de 184 habitantes.
Em 2006, foi estimada uma população de 179, um decréscimo de 5 (-2.7%).

## Geografia
De acordo com o United States Census Bureau tem uma área de
1,8 km², dos quais 1,8 km² cobertos por terra e 0,0 km² cobertos por água. Harrisburg localiza-se a aproximadamente 255 m acima do nível do mar.

## Localidades na vizinhança
O diagrama seguinte representa as localidades num raio de 20 km ao redor de Harrisburg.